# Rhagioforma
Rhagioforma är ett släkte av tvåvingar. Rhagioforma ingår i familjen stilettflugor.
Kladogram enligt Catalogue of Life:
| Rhagioforma | \| \| Rhagioforma maculipennis \| \| \| \| \| \| Rhagioforma schmidti \| \| \| \| |
|             | \| \| Rhagioforma maculipennis \| \| \| \| \| \| Rhagioforma schmidti \| \| \| \| |
|             | Rhagioforma maculipennis                                                          |
|             |                                                                                   |
|             | Rhagioforma schmidti                                                              |
|             |                                                                                   |